# Agathonikos Fatouros
Agathonikos Fatouros (griechisch Αγαθόνικος Φατούρος, * als Georgios Fatouros 6. März 1937 in Egio; † 10. Juni 2024 in Katerini) war ein griechischer orthodoxer Geistlicher und Metropolit der Diözese von Kitros, Katerini und Platamonos und Exarch von Pieria. Sein Taufname war Georgios.

## Leben
Fatouros erhielt seine Ausbildung an der Theologischen Fakultät der Universität Athen. 1960 wurde er zum Diakon und 1964 zum Presbyter geweiht und diente bis 1968 als Prediger in der Metropolie Gortyna und Megapolis (Ιερά Μητρόπολις Γόρτυνος και Μεγαπόλεως). Dann wurde er Dozent am Höheren Heiligen Institut von Tinos (Ανώτερος Ιερατικός Φροντιστήριος Τήνου; bis 1971) und erster Direktor der Siebenjährigen Kirchlichen Schule von Tinos (Επτατάξια Εκκλησιαστική Σχολή Τήνου, bis 1974). Anschließend wirkte er als Schriftleiter für Predigten und Jugendliteratur des Erzbischofs von Athen (Αρχιεπισκοπή Αθηνών; 1974–85). Ab 1985 war er Metropolit von Kitros und Katerini, wo er die Bedeutung von geistlichen, gemeinschaftlichen und barmherzigen Werken förderte. Zu seinen Aufgaben gehörte die Leitung von drei geistlichen Zentren, der Varnavio'schen Kirchlichen Bibliothek (Βαρνάβειος Εκκλησιαστική Βιβλιοθήκη) – die er im Andenken an seinen Vorgänger selbst gegründet hat –, zweier Altenheime, der Armenspeisung „Tägliches Brot“ (Άρτος ο επιούσιος), Kranken- und Militärseelsorge, Bahnhofsmission und andere öffentliche Dienste.
Aufgrund seiner Bemühungen wurde die Metropolie umbenannt in Metropolie von Kitros, Katerini und Platamonos. Am 12. November 2013 entließ ihn die Synode der Kirche von Griechenland (Ιερά Σύνοδος της Εκκλησίας της Ελλάδος), weil er ins Koma gefallen war und seine Ämter nicht mehr ausfüllen konnte. Er starb am 10. Juni 2024 im Alter von 87 Jahren in Katerini.